# Mirhipipteryx striatipes
Mirhipipteryx striatipes är en insektsart som först beskrevs av Lucien Chopard 1954.  Mirhipipteryx striatipes ingår i släktet Mirhipipteryx och familjen Ripipterygidae. Inga underarter finns listade i Catalogue of Life.